# Bachmut
Bachmut (ukr. Бахмут, w latach 1924–2016 Artiomowsk, ukr. Артемівськ, Artemiwśk) – miasto we wschodniej części Ukrainy (obwód doniecki), w Donieckim Zagłębiu Węglowym.
W trakcie wojny rosyjsko-ukraińskiej miasto było miejscem kilkumiesięcznych, krwawych walk, z powodu których uległo znacznym zniszczeniom.

## Nazwa
Nazwa Artiomowsk, którą miasto nosiło w latach 1924–2016 upamiętniała rosyjskiego bolszewika Artioma. We wrześniu 2015 rada miejska wystąpiła do Rady Najwyższej o przywrócenie nazwy Bachmut. 4 lutego 2016 Rada zatwierdziła decyzję, zmieniając nazwę miasta. Zmiana nazwy weszła w życie 18 lutego 2016.

## Historia
Historia miasta sięga XVI wieku, kiedy Iwan Groźny nakazał utworzenie fortyfikacji granicznych, aby chronić południową granicę państwa rosyjskiego przed najazdami tatarsko-nogajskimi. W 1571 roku Bachmut został wspomniany jako posterunek graniczny.
W 1701 roku Piotr I nakazał rozbudować fort Bachmut i nadać sąsiedniej słobodzie status miasta. W XVIII wieku główne miasto Słowiano-Serbii, utworzonej przez carat na ziemiach ukraińskich i zamieszkanej przez kolonistów m.in. z Serbii.
W XIX wieku Bachmut był częścią Imperium Rosyjskiego i ośrodkiem przemysłu metalurgicznego. W 1924 roku zmieniono nazwę miasta na Artiomowsk na cześć bolszewickiego rewolucjonisty Artema. Miasto ucierpiało podczas wielkiego głodu na Ukrainie w latach 1932–1933. Liczba zidentyfikowanych ofiar wynosi 3255 osób.
Podczas II wojny światowej wojska niemieckie okupowały Artiomowsk od 31 października 1941 do 5 września 1943. Na początku 1942 roku w podmiejskiej kopalni alabastru funkcjonariusze Einsatzgruppen zamordowali od 1,3 tys. do 3 tys. osób, w zdecydowanej większości Żydów. Po wojnie Artiomowsk odzyskał swoją rolę jako centrum górnictwa i metalurgii.
W 2014 roku prorosyjscy separatyści proklamowali w mieście Doniecką Republikę Ludową. W lipcu 2014 siły rządowe odbiły miasto wraz z Drużkiwką.
23 września 2015 rada miasta przegłosowała zmianę nazwy miasta z Artiomowsk na Bachmut. 4 lutego 2016 Rada zatwierdziła decyzję, przywracając historyczną nazwę. Zmiana nazwy weszła w życie 18 lutego 2016.
Po rozpoczęciu rosyjskiej inwazji na Ukrainę Bachmut stał się miastem frontowym i był regularnie ostrzeliwany. Od sierpnia 2022 roku o miasto toczyły się regularne walki. Od połowy października toczyły się bezpośrednie zacięte walki o miasto, które doprowadziły do całkowitego zrujnowania Bachmutu i zdobycia ostatnich elementów zabudowy przez Rosjan 20 maja 2023 roku. Według prezydenta Stanów Zjednoczonych Joe Bidena, aby zdobyć miasto Rosja straciła w Bachmucie ponad 100 tys. żołnierzy.

## Demografia
- 1989 – 90 279[17]
- 2013 – 77 620[18]
- 2017 – 75 798[19]
- 2021 – 72 310[20]
- 2023 - ok. 6 tys.[1]

## Gospodarka
Ośrodek wydobycia soli kamiennej. Przemysł maszynowy, materiałów budowlanych, szklarski oraz spożywczy.

## Transport
W mieście działała od 29 kwietnia 1968 sieć trolejbusowa składająca się z 6 linii (2, 3, 4, 5, 6, 7).